# Don Fleming
Donald Denver Fleming (Bellaire, 11 giugno 1937 – Winter Park, 4 giugno 1963) è stato un giocatore di football americano statunitense che ha giocato nel ruolo di safety per tutta la carriera con i Cleveland Browns della National Football League (NFL). Al college giocò a football all'Università della Florida.

## Carriera
Fleming fu scelto dai Chicago Cardinals nel ventiduesimo giro (327º assoluto) del Draft NFL 1959, decidendo tuttavia di rimanere alla University of Florida, non prendendo parte alla stagione NFL 1959. Riuscì a farsi cedere ai Cleveland Browns prima della stagione del 1960. Fleming era molto amico di un altro defensive back dei Browns, Bernie Parrish, suo compagno anche coi Florida Gators, i due divennero quasi inseparabili durante la stagione NFL. Nei successivi tre anni, Fleming giocò regolarmente come safety, intercettando 10 passaggi e recuperando quattro fumble. The Sporting News lo inserì nella formazione ideale della stagione All-Pro del 1962. Morì folgorato in un incidente avvenuto in un cantiere edile nel 1963. La sua morte giunse solamente 17 giorni dopo quella dell'altro giocatore dei Browns Ernie Davis. In segno di rispetto, la franchigia ritirò i numeri di maglia di entrambi.

## Palmarès
- All-Pro: 1

1962
- Numero 46 ritirato dai Cleveland Browns

## Statistiche
| Partite    | 38 |
| Intercetti | 10 |